# Isla Pacuare
Isla Pacuare es una isla del país centroamericano de Costa Rica que administrativamente hace parte de la Provincia de Limón, y geográficamente se localiza en la desembocadura del río Pacuare, que fluye desde la cordillera talamanca 108 kilómetros hasta el océano Atlántico. La Isla posee una superficie de 12,2 kilómetros cuadrados y su población se dedica a 3 actividades básicas, la agricultura, la pesca y más recientemente el turismo.